# Америчко-мексички рат
Америчко-мексички рат 1846—1848. је био рат између САД и Мексика, чији су узроци били тежња САД да прошири границе до Пацифика и робовласника Југа за новим територијама.

## Позадина
Тексас је прогласио независност 1836, али анексију од стране САД децембра 1845. Мексико је сматрао директном објавом рата.
Директни повод рата који је отпочео 25. априла 1846, био је спор око западних граница Тексаса. Рат је био сукоб неједнаких противника, САД су имале надмоћ у наоружању, опреми, организацији и обучености јединица.

## Ратне операције

### Северни фронт
Рат је вођен на 4 оперативна правца. Генерал Закари Тејлор је 18. маја 1846. заузео Матаморос, а 24. септембра, после четвородневног храброг отпора Мексиканаца, ушао је у Монтереј. Код Ангостуре 22./23. фебруара 1847. је одбио противнапад Мексиканаца под генералом Санта-Аном.

### Освајање Калифорније и Новог Мексика
Капетан Фримонт (енгл. John Charles Fremont) je уз помоћ флоте 1846. заузео целу Калифорнију. Пуковник Карни (енгл. Stephen Watts Kearny) je 18. августа 1846. заузео Санта Фе, а с њим и читав Нови Мексико.

### Напад на Мексико Сити
Међутим, да би се окончао рат, требало је напасти главни град Мексика најосетљивијим правцем. Генерал Скот се почетком марта 1847. искрцао јужно  од Веракруза и освојио тврђаву Сан Хуан де Улуа 27. марта. Затим је кренуо у унутрашњост и 15. маја заузео Пуебла де Сарагосу, претходно савладавши отпор Санта-Ане који је дошао са севера.
Америчка победа код Чапултепека 12/13. септембра означава пад главног града Мексико Ситија у који је генерал Скот ушао сутрадан са свега 6.000 људи.

## Последице
Потписаним миром у Гвадалупе Идалгу САД добијају Калифорнију и Нови Мексико, а Тексас дефинитивно припада САД.

### Референтни радови
- Crawford, Mark; Heidler, Jeanne; Heidler, David Stephen (1999). Encyclopedia of the Mexican War. ISBN 978-1-57607-059-8.
- Frazier, Donald S., ур. (1998). The U.S. and Mexico at War.. 584; an encyclopedia with 600 articles by 200 scholars

### Опште историје
- Bauer, Karl Jack (1992). The Mexican War: 1846–1848. University of Nebraska Press. ISBN 978-0-8032-6107-5.
- De Voto, Bernard, (1942). Year of Decision 1846.. well written popular history
- Greenberg, Amy S. (2012). A Wicked War: Polk, Clay, Lincoln, and the 1846 U.S. Invasion of Mexico. ISBN 9780307592699.. and  „Corresponding Author Interview”. Архивирано из оригинала 27. 06. 2013. г. Приступљено 06. 03. 2021. at the Pritzker Military Library on December 7, 2012
- Guardino, Peter. (2017). The Dead March: A History of the Mexican-American War. Cambridge: Harvard University Press. ISBN 978-0-674-97234-6..
- Henderson, Timothy J (2008). A Glorious Defeat: Mexico and Its War with the United States.
- Meed, Douglas (2003). The Mexican War, 1846–1848.
- Merry Robert W (2009). A Country of Vast Designs: James K. Polk, the Mexican War and the Conquest of the American Continent.
- Smith, Justin Harvey (1919). The War with Mexico, Vol 1.. (2 vol ), .
- Smith, Justin Harvey (1919). The War with Mexico, Vol 2..

### Војска
- Bauer K. Jack. (1985). Zachary Taylor: Soldier, Planter, Statesman of the Old Southwest. Louisiana State University Press.
- DeLay, Brian. "Independent Indians and the U.S. Mexican War," American Historical Review 112, no. 1 (Feb. 2007)
- DeLay, Brian (2009). War of a Thousand Deserts: Indian Raids and the Mexican-American War. New Haven: Yale University Press.
- Dishman, Christopher (2010). A Perfect Gibraltar: The Battle for Monterrey, Mexico. University of Oklahoma Press. ISBN 0-8061-4140-9.
- Eisenhower, John. (1989). So Far From God: The U.S. War with Mexico. Random House.
- Eubank, Damon R. (2004). Response of Kentucky to the Mexican War, 1846–1848. Edwin Mellen Press. ISBN 978-0-7734-6495-7.., .
- Foos, Paul (2002). A Short, Offhand, Killing Affair: Soldiers and Social Conflict during the Mexican-War. Chapel Hill: University of North Carolina Press.
- Fowler, Will (2007). Santa Anna of Mexico.; a major scholarly study
- Frazier, Donald S. (1998). The U.S. and Mexico at War. Macmillan.
- Hamilton, Holman (1941). Zachary Taylor: Soldier of the Republic.
- Huston, James A. (1966). The Sinews of War: Army Logistics, 1775–1953. стр. 125—58., U.S. Army; 755p.
- Johnson, Timothy D (1998). Winfield Scott: The Quest for Military Glory.
- Johnson, Timothy D (2007). A Gallant Little Army: The Mexico City Campaign. Lawrence: University of Kansas Press.
- Levinson, Irving. (2005). Wars within War: Mexican Guerrillas, Domestic Elites and the United States of America 1846–1848. Fort Worth: Texas Christian University Press.
- Lewis, Felice Flannery (2010). Trailing Clouds of Glory: Zachary Taylor's Mexican War Campaign and His Emerging Civil War Leaders. Tuscaloosa: University of Alabama Press.
- Lewis, Lloyd (1950). Captain Sam Grant.
- Martinez, Orlando. (1975). The Great Landgrab. London: Quartet Books.
- McCaffrey, James M (1994). Army of Manifest Destiny: The American Soldier in the Mexican War, 1846–1848. ISBN 0814755054..
- Smith, Justin H. (1918). „American Rule in Mexico”. The American Historical Review. 23 (2): 287—302. ISSN 1937-5239. JSTOR 1836568. doi:10.2307/1836568.
- Murphy, Douglas. (2015). Two Armies on the Rio Grande: The First Campaign of the U.S. Mexican War. College Station: Texas A&M Press.
- Smith, Justin Harvey (1919). The War with Mexico.. 2 vol . Pulitzer Prize winner. .
- Winders, Richard Price, Mr. Polk's Army: The American Military Experience in the Mexican War. College Station" Texas A&M Press (1997)
- Clodfelter, M. (2017). Warfare and Armed Conflicts: A Statistical Encyclopedia of Casualty and Other Figures, 1492–2015 (4th изд.). McFarland. ISBN 978-0786474707.

### Политика и дипломатија
- Beveridge, Albert J. (1928). Abraham Lincoln, 1809–1858. 1.
- Brack, Gene M (1975). Mexico Views Manifest Destiny, 1821–1846: An Essay on the Origins of the Mexican War.
- Fowler, Will (2000). Tornel and Santa Anna: The Writer and the Caudillo, Mexico, 1795–1853.
- Fowler, Will (2007). Santa Anna of Mexico. ISBN 0803211201.; the major scholarly study
- Gleijeses, Piero (2005). „A Brush with Mexico”. Diplomatic History. 29 (2): 223—254. ISSN 0145-2096. debates in Washington before war.
- Graebner, Norman A (1955). Empire on the Pacific: A Study in American Continental Expansion.
- Graebner, Norman A. (1978). „Lessons of the Mexican War”. Pacific Historical Review. 47 (3): 325—42. ISSN 1533-8584. JSTOR 3637470. doi:10.2307/3637470.
- Graebner, Norman A. (1980). „The Mexican War: A Study in Causation”. Pacific Historical Review. 49 (3): 405—26. ISSN 1533-8584. JSTOR 3638563. doi:10.2307/3638563.
- Greenberg, Amy (2012). A Wicked War: Polk, Clay, Lincoln and the 1846 Invasion of Mexico. New York: Knopf.
- Henderson, Timothy J (2007). A Glorious Defeat: Mexico and Its War with the United States.. survey
- Krauze, Enrique (1997). Mexico: Biography of Power.. textbook.
- Linscott, Robert N., Editor. (1959). Selected Poems and Letters of Emily Dickinson. New York: Anchor Books. ISBN 0-385-09423-X..
- Mayers, David; Fernández Bravo, Sergio A., „La Guerra Con Mexico Y Los Disidentes Estadunidenses, 1846–1848” [The War with Mexico and US Dissenters, 1846–48] (59). 2004: 32—70. ISSN 0186-0348.. Secuencia [Mexico]. . .
- Pinheiro, John C. Manifest Ambition: James K. Polk and Civil-Military Relations during the Mexican War (2007).
- Pletcher David M. (1973). The Diplomacy of Annexation: Texas, Oregon, and the Mexican War. University of Missouri Press.
- Price, Glenn W. (1967). Origins of the War with Mexico: The Polk-Stockton Intrigue. University of Texas Press.
- Reeves, Jesse S. (1905). „The Treaty of Guadalupe-Hidalgo”. The American Historical Review. 10 (2): 309—24. ISSN 1937-5239. JSTOR 1834723. doi:10.2307/1834723. hdl:10217/189496 .
- Reilly, Tom (2010). War with Mexico! America's Reporters Cover the Battlefront. Lawrence: University of Kansas Press.
- Rives, George Lockhart (1913). The United States and Mexico, 1821–1848: a history of the relations between the two countries from the independence of Mexico to the close of the war with the United States. 2. New York: C. Scribner's Sons.
- Rodríguez Díaz, María Del Rosario (2001). „Mexico's Vision of Manifest Destiny During the 1847 War”. Journal of Popular Culture. 35 (2): 41—50. ISSN 0022-3840..
- Ruiz, Ramon Eduardo. Triumph and Tragedy: A History of the Mexican People, Norton 1992, textbook
- Santoni, Pedro. (1996). Mexicans at Arms: Puro Federalists and the Politics of War, 1845–1848. Fort Worth: Texas Christian Press.
- Schroeder John H (1973). Mr. Polk's War: American Opposition and Dissent, 1846–1848. University of Wisconsin Press..
- Sellers Charles G (1966). James K. Polk: Continentalist, 1843–1846.. the standard biography vol 1 and 2 are online at ACLS e-books
- Smith, Justin Harvey (1919). The War with Mexico.. 2 vol . Pulitzer Prize winner. .
- Stephenson, Nathaniel Wright. (1921). Texas and the Mexican War: A Chronicle of Winning the Southwest. Yale University Press.
- Weinberg Albert K. (1935). Manifest Destiny: A Study of Nationalist Expansionism in American History. Johns Hopkins University Press.
- Yanez, Agustin (1996). Santa Anna: Espectro de una sociedad.

### Историографија, сећање и религија
- Benjamin, Thomas (лето 1979). „Recent Historiography of the Origins of the Mexican War,”. New Mexico Historical Review. 54 (3): 169—181.,
- Connors, Thomas G. and Raúl Isaí Muñoz. „Looking for the North American Invasion in Mexico City.”. American Historical Review. 125 (2): 498—516. април 2020..
- Faulk, Odie B., Stout, Joseph A., Jr.,, ур. (1974). The Mexican War: Changing Interpretations.
- Johannsen, Robert (1985). To the Halls of Montezuma: The Mexican War in the American Imagination. New York: Oxford University Press.
- Pinheiro, John C (2014). Missionaries of Republicanism: A Religious History of the Mexican-American War. New York: Oxford University Press.
- Rodriguez, Jaime Javier. (2010). The Literatures of the U.S.-Mexican War: Narrative, Time, and Identity. University of Texas Press.. 306 pages. Covers works by Anglo, Mexican, and Mexican-American writers.
- Van Wagenen, Michael. (2012). Remembering the Forgotten War: The Enduring Legacies of the U.S.-Mexican War. Amherst: University of Massachusetts Press.
- Vázquez, Josefina Zoraida. „La Historiografia Sobre la Guerra entre Mexico y los Estados Unidos,”. 23 (2). 1999: 475—485. ["The historiography of the war between Mexico and the United States"] Histórica (02528894). ,

### Примарни извори
- Calhoun, John C. (1996).  Clyde N. Wilson and Shirley Bright Cook, ур. The Papers of John C. Calhoun. Vol. 23: 1846.
- Calhoun, John C. (1998).  Clyde N. Wilson and Shirley Bright Cook, ур. The Papers of John C. Calhoun. Vol. 24: December 7, 1846 – December 5, 1847.
- Conway, Christopher,, ур. (2010). The U.S.-Mexican War: A Binational Reader.
- Coulter, Richard. (1991).  Allan Peskin, ур. Volunteers: The Mexican War Journals of Private Richard Coulter and Sargeant Thomas Barclay. Kent: Kent State University Press.
- Dana, Napoleon Jackson Tecumseh (1990).  Ferrell, Robert H., ур. Monterrey Is Ours!: The Mexican War Letters of Lieutenant Dana, 1845–1847. University Press of Kentucky. ISBN 978-0813117034. LCCN 89029351.
- Grant, Ulysses S. (1885). Personal Memoirs of U. S. Grant. New York: Charles L. Webster & Co.
- Hill, Daniel Harvey. (2003).  NCC Hughes and TD Johnson, ур. A Fighter from Way Back: The Mexican War Diary of Lt. Daniel Harvey Hill, 4th Artillery USA. Kent OH,: Kent State University Press.
- Kendall, George Wilkins.Dispatches from the Mexican War. Norman: University of Oklahoma Press 1999.
- Laidley, Theodore (1997). Surrounded by Dangers of All Kinds: The Mexican War Letter of Lieutenant Theodore Laidley. Denton: University of North Texas.
- McAfee, Ward, J. Cordell Robinson,, ур. (1982). Origins of the Mexican War: A Documentary Source Book.. 2 vols..
- McClellan, George. (2009).  Thomas Cutrer, ур. The Mexican War Diary and Correspondence of George B. McClellan. Baton Rouge: Louisiana State University Press.
- Polk, James, K. (1910).  Milo Milton Quaiff, ур. James K. Polk: During his Presidency, 1845–1849. Chicago: A. C. McClurg & Co.
- Robinson, Cecil (1989). The View From Chapultepec: Mexican Writers on the Mexican War. University of Arizona Press.(Tucson).
- Smith, Franklin (1991).  Joseph E. Chance, ур. The Mexican War Journal of Captain Franklin Smith. Jackson, Mississippi: University Press of Mississippi.
- George Winston Smith and Charles Judah, ур. (1968). Chronicles of the Gringos: The U.S. Army in the Mexican War, 1846–1848, Accounts of Eyewitnesses and Combatants. Albuquerque, New Mexico: The University of New Mexico Press.
- Tennery, Thomas. (1970). The Mexican War Diary of Thomas D. Tennery. Norman: University of Oklahoma Press.
- Webster, Daniel (1984).  Charles M. Wiltse, ур. The Papers of Daniel Webster, Correspondence. 6. Hanover, New Hampshire: The University Press of New England.
- Zeh, Frederick. (1995). An Immigrant Soldier in the Mexican American War. College Station: Texas A&M Press.
- „Treaty of Guadalupe Hidalgo”. Internet Sourcebook Project. Архивирано из оригинала 17. 01. 2013. г. Приступљено 26. 11. 2008.
- „28th Congress, 2nd session”. United States House Journal. Приступљено 26. 11. 2008.
- „29th Congress, 1st session”. United States House Journal. Приступљено 26. 11. 2008.
- „28th Congress, 2nd session”. United States Senate Journal. Приступљено 26. 11. 2008.
- „29th Congress, 1st session”. United States Senate Journal. Приступљено 26. 11. 2008.
- William Hugh Robarts, "Mexican War veterans: a complete roster of the regular and volunteer troops in the war between the United States and Mexico, from 1846 to 1848; the volunteers are arranged by states, alphabetically", BRENTANO'S (A. S. WITHERBEE & CO, Proprietors); WASHINGTON, D. C., 1887.